# یواس‌اس گریلینگ (اس‌اس-۲۰۹)
یواس‌اس گریلینگ (اس‌اس-۲۰۹) (به انگلیسی: USS Grayling (SS-209)) یک زیردریایی بود که طول آن ۳۰۷ فوت ۲ اینچ (۹۳٫۶۲ متر) بود. این زیردریایی در سال ۱۹۴۰ ساخته شد.